# Svågadalen
Svågadalen är ett område som består av byarna runt Svågan i norra Hudiksvalls kommun i norra Hälsingland. I dalen finns sedan 1996 Svågadalsnämnden, en kommunal nämnd som väljs i direktval utan partitillhörighet av invånarna i området. 
Svågadalsnämnden lyder under kommunalfullmäktige och kommunstyrelse i Hudiksvalls kommun. Under Svågadalsnämnden lyder Svågadalsförvaltningen som bedriver huvuddelen av sin verksamhet i Svågadalens administrativa center: en kulturbyggnad som kallas Svågagården och som till hälften ägs av Ängebo Folkets Hus-förening. Den andra delen ägs av det kommunala bolaget Glada Hudikhem.